# (18090) Kevinkuo
(18090) Kevinkuo (2000 JA56) – planetoida z pasa głównego asteroid okrążająca Słońce w ciągu 4,07 lat w średniej odległości 2,55 j.a. Odkryta 6 maja 2000 roku.